# Sztorm (film 1996)
Sztorm (oryg. White Squall) – amerykańsko-brytyjski film przygodowy z 1996 roku.

## Główne role
- Jeff Bridges – kapitan Christopher 'Skipper' Sheldon
- Caroline Goodall – dr Alice Sheldon
- John Savage – McCrea, członek załogi
- Scott Wolf – Charles 'Chuck' Gieg
- Jeremy Sisto – Frank Beaumont
- Ryan Phillippe – Gil Martin
- David Lascher – Robert March
- Eric Michael Cole – Dean Preston
- Jason Marsden – Shay Jennings, pierwszy mat
- David Selby – Francis Beaumont
- Julio Oscar Mechoso – Girard Pascal, kucharz
- Željko Ivanek – kapitan Sanders, straż wybrzeża
- Balthazar Getty – Tod Johnstone
- Ethan Embry – Tracy Lapchick
- Jordan Clarke – Charles Gieg